# Сатир залізний
Сатир залізний (Hipparchia statilinus) — вид комах з родини Satyridae.

## Морфологічні ознаки

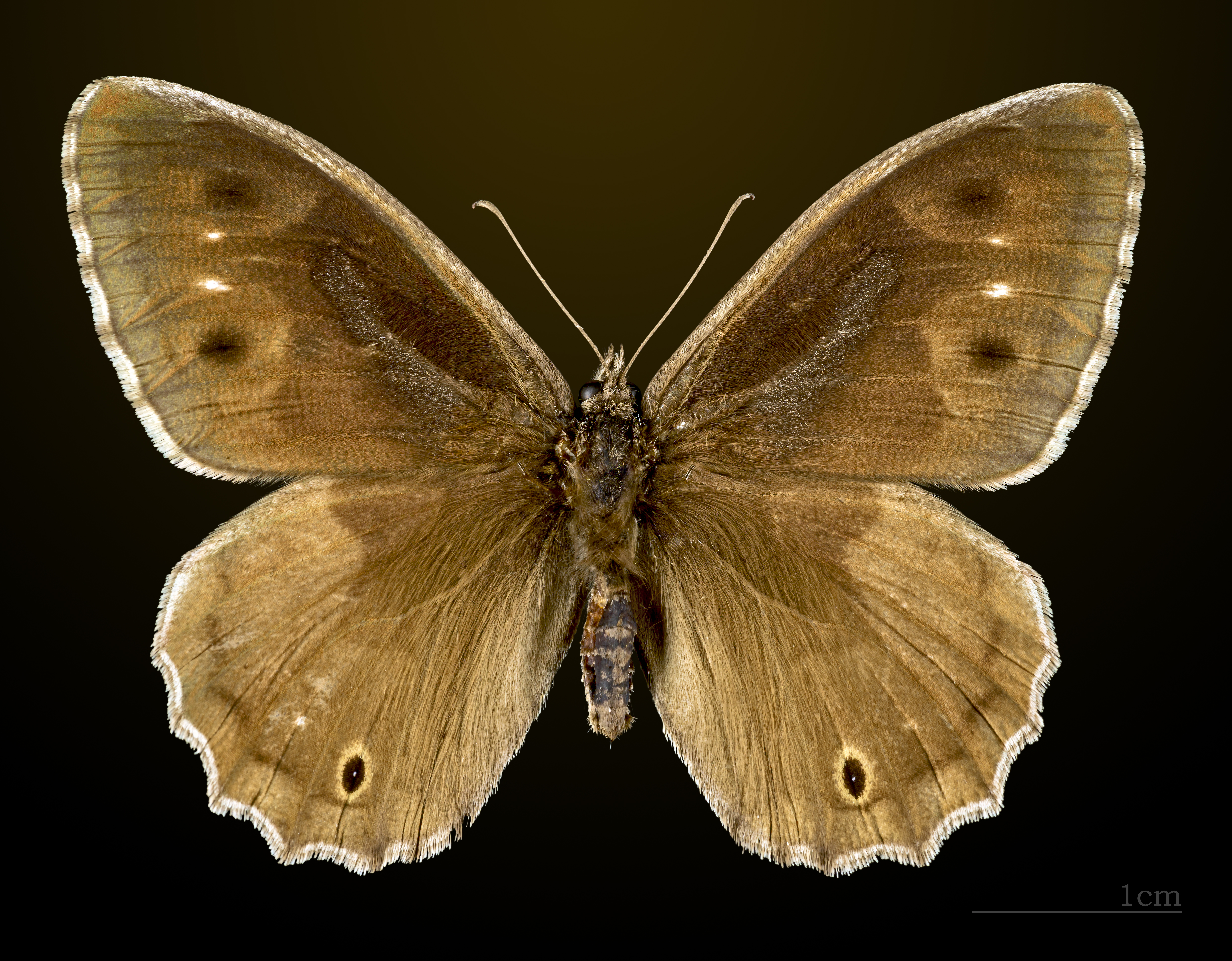
♂
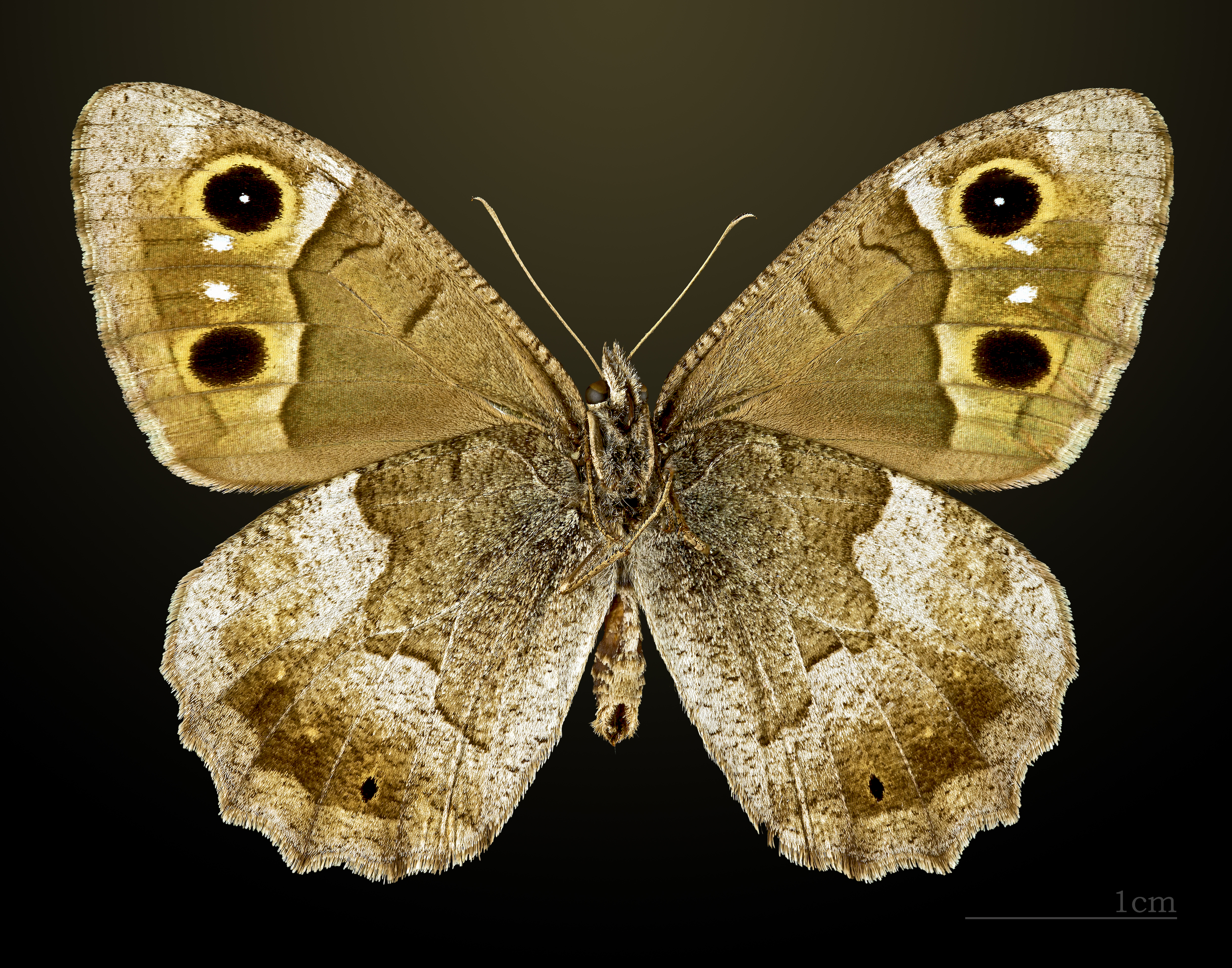
♂ △
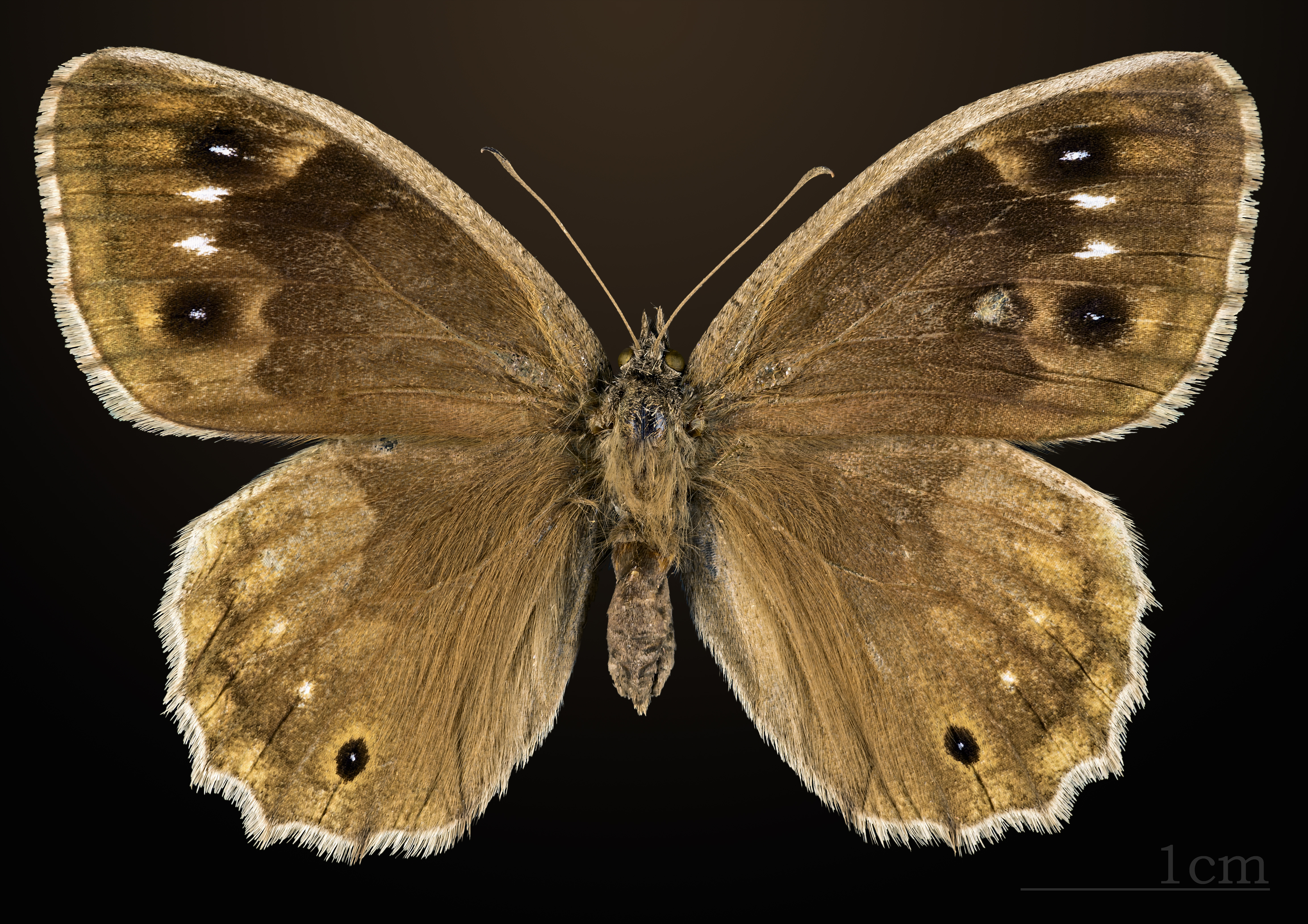
♀
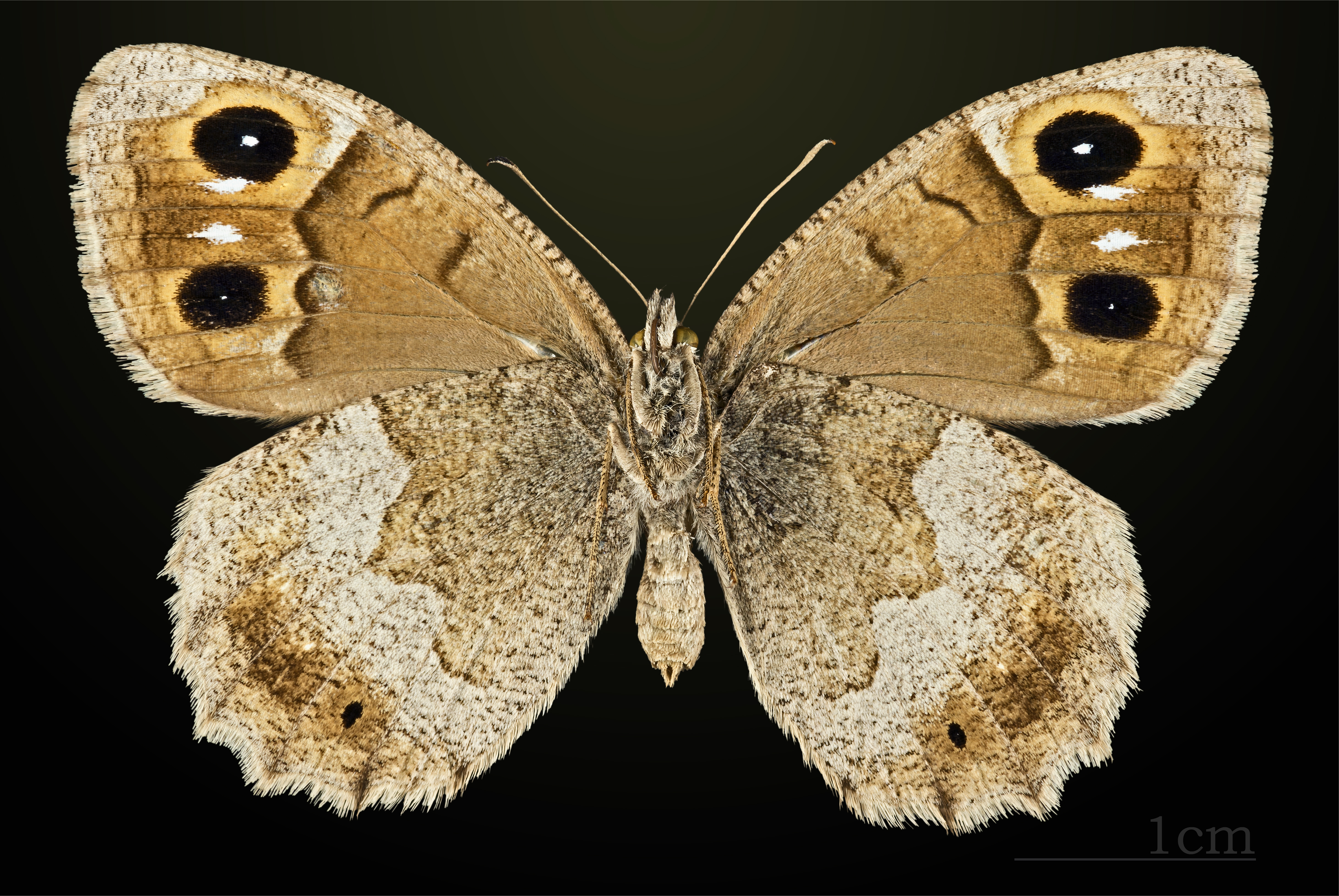
♀ △

Розмах крил — 42-53 мм. На передніх крилах мають два очка, іноді з білими крапками посередині. У самиць на задніх крилах одне очко біля заднього кута і в один ряд з ним кілька білуватих крапок, навколо очок передніх крил жовтуваті плями. Загальний фон забарвлення крил — темний сіро-коричневий.

## Поширення
Південна, Центральна та східна Європа (крім північних районів), Північна Африка, Мала Азія та Кавказ.
В Україні зустрічається на Поліссі, у лісостеповій та степовій зонах, у Гірському Криму. Локальний.

## Особливості біології
Місця перебування: на Поліссі — сухі сонячні галявини у борах, узлісся і лісові просіки; у Херсонській області — біля річок і лиманів та на солончаках; у Криму — рідколісся та чагарники південного берега, іноді — передгір'я і галявини гірських лісів; на південному сході — ділянки цілинного степу, кам'янисті крутосхили з розрідженою трав'янистою рослинністю. Дає 1 генерацію на рік. Літ метеликів — з серпня до вересня-жовтня (у Гірському Криму — з липня). Гусінь живиться на рослинах родини злакових, розвивається з вересня до червня, зимує.

## Загрози та охорона
Загрози: руйнування біотопів виду (вирубування лісів, розорювання цілинних степів, випалювання трав тощо).
Пасивно охороняється у деяких заповідниках Криму (Карадазький ПЗ та інші), Луганському ПЗ, а також у Джарилгацькому заказнику державного значення. Доцільно створити ентомологічні заказники на Поліссі. У місцях перебування виду рекомендована регламентація випасання худоби, викошування та заборона випалювання трави.